# Jurnalul unui nimeni
Jurnalul unui nimeni este un roman comic  englezesc, scris de frații George Grossmith și Weedon Grossmith, cu ilustrații aparținându-i celui din urmă. A debutat ca un serial intermitent în cadrul revistei "Punch" între 1888-1889, abia în 1892 apărând sub formă de carte cu un text mai vast și mai multe ilustrații. Jurnalul înregistrează evenimentele zilnice din viața funcționarului londonez, Charles Pooter, a soției sale, Carrie, a fiului său, William Lupin, și cea a numeroșilor prieteni și cunoștințe, pe o perioadă de 15 luni.
Înainte să înceapă să colaboreze la scrierea Jurnalulului, ambii frați au avut cariere de succes pe scenă. George a creat, pe parcursul a 12 ani (1877-1889), nouă dintre principalele roluri de comediant în operele partenerilor Gilbert și Sullivan. De asemenea, a devenit cunoscut la nivel național ca fiind un om al spectacolelor comice la pian, totodată scriind numeroase piese comice și cântece. Înainte de a se avânta în cariera sa pe scenă, Weedon a lucrat ca artist și ilustrator. Astfel, se poate afirma că Jurnalul este singura lucrare matură a celor doi frați. În cea mai mare parte, umorul provine din simțul oarecum inconștient și nejustificat al lui Charles Potter cu privire la propria importanță, dar și din frecvența cu care această iluzie este oarecum scrutată de gafe și umilințe sociale minore. Într-o eră în care cresc așteptările micii burghezii, rutina zilnică și ambițiile modeste descrise în Jurnal au fost instantaneu recunoscute de către cititorii săi contemporani, oferindu-le astfel generațiilor viitoare o privire asupra trecutului pe care era "la modă" să-l imiți.
Chiar dacă reacția inițială a publicului cu privire la Jurnal nu a fost una foarte puternic exprimată, în cele din urmă acesta a ajuns să fie recunoscut de critici ca fiind o operă clasică umoristică, cu un stoc inepuizabil.  A pus bazele unui gen de ficțiune populară bazată pe aspirațiile claselor de jos și mijlocii, fiind premergătorul numeroaselor romane-jurnal de la sfârșitul secolului XX. De asemenea, Jurnalul a fost punctul central al mai multor adaptări pe scenă și chiar ecranizări,  cum sunt, de exemplu: filmul “mut” din 1964 , aparținându-i lui Ken Russell, filmul TV în patru părți, după scenariul lui Andrew Davies din 2007, și o versiune pe scenă mult-lăudată, din anul 2011, în care o distribuție formată din trei bărbați a jucat toate rolurile.

## Autor și origine

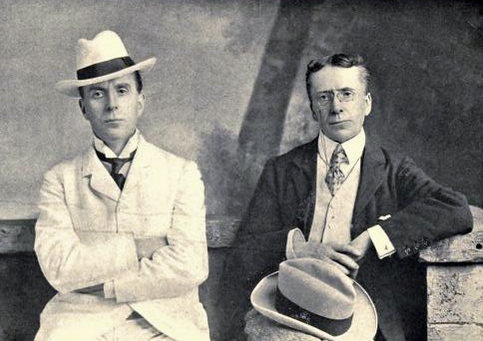
George și Weedon Grossmith

Jurnalul unui nimeni reprezintă, așadar, creația fraților George și Weedon Grossmith, fiii unui grefier și totodată animator de scenă cu jumătate de normă, numit la rândul său George.  Tânărul George a urmat cariera tatălui său, mai întâi ca reporter, iar mai apoi pe scenă; Weedon, (care era cu șapte ani mai mic decât George), a studiat la West London School of Art, având succes și în calitate de pictor de portrete, asta înainte de a deveni comediant. Încă de mici, frații au fost fascinați de scenă.În 1864, pe când aveau 17, respectiv 10 ani, cei doi au organizat un complex program de divertisment atât muzical, cât și dramatic, în grădina părinților lor din Haverstock Hill. Acest program a inclus o versiune burlescă ,de 20 de minute a piesei Hamlet, în care George era personajul principal, iar Weedon o juca pe Ofelia.
Până în anul 1877, tânărul George Grossmith deja s-a impus ca om al spectacolelor comice la pian, în diverse instituții provinciale și societăți literare. În acel an, el a fost văzut de către Arthur Sullivan și W.S. Gilbert în diferite reprezentații ale operei lor comice, dintr-un act, Trial by Jury. Impresionați de acesta, ei i-au oferit posibilitatea de a juca rolul principal în noua lor creație de lung-metraj, The Sorcerer. Ulterior, Grossmith a creat principalele roluri de comediant în fiecare dintre operele comice de lungă durată ale lui Gilbert și Sullivan, până la The Yeomen of the Guard, care s-a încheiat în 1889. În paralel cu apariția sa în aceste opere, Grossmith a continuat și cariera sa de artist la pian, la diverse petreceri private și matinee, totodată scriind și compunând propriul său material. Astfel, a devenit cel mai de succes comediant din acea perioadă ,scriind numeroase operete, în jur de 100 de schițe de pian, aproximativ 600 de cântece și piese scurte pentru pian, dar și trei cărți. Pentru revista Punch, în 1884, el a furnizat o serie de schițe scurte bazate pe experiențele sale de grefier la Curtea Magistraților Bow Street. În 1889,  Grossmith a încheiat legătura sa profesională cu Gilbert și Sullivan, pentru a se putea concentra în totalitate pe cariera sa de animator la pian, continuând-o până în 1908. Se stinge din viață în 1912. 
În calitate de artist, Weedon Grossmith a expus creațiile sale la Royal Academy și la Galeria Grosvenor. De asemenea, a contribuit cu ilustrații la revista Punch și la prestigiosul Art Journal.Cu toate acestea, nemaifiind mulțumit de perspectivele financiare ale meseriei de artist, până în 1885 reușește să urmeze o nouă carieră, cea de actor.Cariera sa pe scenă a fost astfel continuată până în 1918, bucurându-se de un succes considerabil și de un renume datorat interpretării unor roluri pe care el însuși le descria ca aparținând unor oameni “lași, mitocani și snobi”, dar și a unor bărbați lipsiți de importanță, intimidați, aflați sub controlul autorității. A scris mai multe piese, dintre care The Night of the Party (1901) a fost cea mai de succes, urmând ca mai apoi, în 1894, să fie responsabil cu gestionarea a doua teatre din West End. Acesta se stinge din viață în 1919. Savantul literar Peter Morton ( care a publicat în 2009 o ediție adnotată a Jurnalului) sugerează că multe dintre evenimentele descrise în Jurnal provin din propriile  experiențele ale celor doi frați, și că Weedon, “care era un neascultător în comparație cu fratele său perfecționist”, a fost de fapt modelul pentru Lupin.

## Rezumat

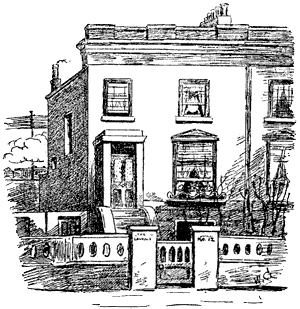
"The Laurels" ,o frumoasă reședință de 6 camere,fără a include subsolul

Jurnalul începe pe data de 3 Aprilie a unui an nedeclarat , și durează aproximativ 15 luni. Într-un scurt prolog , cititorii sunt informați că Charles Pooter și soția sa, Caroline (Carrie), tocmai s-au mutat la o nouă casă,  "The Laurels ", în Brickfield Terrace, Holloway . Domnul Pooter este un funcționar la City of London la Perkupps , posibil o firmă privată de contabilitate (deși afacerea nu este menționată în mod explicit ). Fiul cuplului, de 20 de ani, William, lucrează ca funcționar bancar în Oldham. Primele introduceri descriu trăirile familiei Pooters de zi cu zi și introduc prietenii lor particulari, cum ar fi vecinul lor, Gowing, entuziastul biciclist Cummings, și Jameses din Sutton. De la început este setat un model, potrivit căruia micile șicane din viața de zi cu zi a familiei Pooters sunt povestite , multe din ele rezultate din incostiența familiei și infatuarea acesteia. Problemele cu servitorii, negustorii și ofițerii tineri apar regulat de-a lungul încurcăturilor sociale și a umilințelor. 
Evenimentele sociale formale rare din viețile familiei Pooters sunt destinate ghinionului. Ei primesc o invitație de la Lordul Mayor al Londrei să participe la balul de la Mansion House, pentru  "Reprezentanții Negoțului și Comerțului".  După câteva zile de așteptare în agonie, ei sunt consternați când ajung să afle că adunarea este, de fapt, mediocră. Pooter, snob fiind, este deranjat, dat fiind faptul că a fost întâmpinat de fierarul său local, cu atât mai mult acest fierar pare să fie implicat în relații sociale cu câțiva dintre musafirii mai importanți. Pooter  își varsă amarul în șampanie și o  umilește pe Carrie pe  ringul  de dans.
Vara, fiul lor ajunge din Oldham și îi informază pe părinții săi că își dorește ca de acum înainte să fie numit după cel de al doilea prenume al său, "Lupin". El a fost demis din postul său bancar din cauza trândăviei ; deși consternat, Pooter vede aceasta ca o șansă de a-și băga fiul în Perkupps. Lupin li se alătură cuplului în vacanța lor anuală de o săptămână în Broadstairs, dar relațiile sunt tensionate din cauza obiceiurilor necioplite ale lui Lupin. La întoarcere, eforturile lui Pooter de a-i găsi lui Lupin un loc de muncă par inițial fără rezultat. Băiatul este interesat de dramatismul amator și se alătură unei organizații numite " Comedienii Holloway". Cu ajutorul angajatorului lui Pooter, Mr Perkupp, într-un final Lupin își asigură o poziție la birou, la firma unor agenți de bursă, în Noiembrie. Apoi își șochează părinții anunțându-și logodna. 

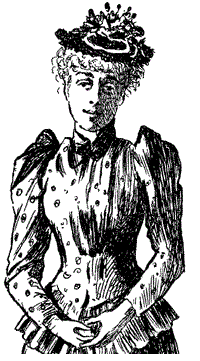
Daisy Mutlar

Logodnica lui Lupin, Daisy Mutlar, este sora unuia dintre prietenii săi de teatru, și spune despre ea că este „cea mai drăguță și cea mai desăvârșită fată pe care a cunoscut-o vreodată. "Pooter este dezamăgit când o cunoaște: "Ea este o femeie tânără și corpolentă... cu opt ani mai în vârstă decât Lupin . Nu m-am gândit vreodată că ea are un aspect frumos." Cu toate acestea, în cinstea ei , membrii Pooters dau o petrecere la cină la care îl invită pe domnul Perkupp. Pooter crede că petrecerea a eșuat și este dezamăgit , deși Carrie o consideră un succes. Cu toate acestea, în termen de câteva zile, Lupin îi informează că logodna a luat sfârșit.
În următoarele săptămâni, Lupin aduce adesea trupa Holloway înapoi la „The Laurels”. Aceste  ocazii  sunt grație prezenței inexplicabile a unui străin , domnul Padge, care  ocupă în mod regulat cel mai bun „scaun”, ca un loc de drept al său. Lupin renunță să participe la petrecerea de Crăciun a părinților săi, iar apoi anunță, spre surprinderea tuturor, că logodna cu Daisy este din nou valabilă. Crăciunul trece destul de frumos , în ciuda unui eveniment care degenerează într-o luptă „cu mâncare” instigată de Daisy.
În Anul Nou, Pooter este promovat ca funcționar superior la Perkupp's, și salariul lui crește până la 100 de lire pe an,  dar reușita să este umbrită de anunțul lui Lupin ,care tocmai a avut un câștig de 200 de lire sterline printr-o speculație în timp util asupra acțiunilor. Lupin îl convinge pe tatăl său, ca și pe Gowing și Cummings, să investească o sumă mică în Parachikka Chlorates, sursa câștigurilor sale.  Membrii Pooter fac cunoștință cu un nou prieten al lui Lupin, domnul Murray  Posh, despre care Pooter crede că este oarecum prea familiar cu Daisy și  ar putea fi un adversar la mâna fetei,  îl avertizează pe Lupin. Lupin a respins această idee. Mai târziu, Pooter descoperă că el și prietenii săi și-au pierdut investiția; într-adevăr, acțiunile firmei lui Lupin s-au prăbușit  în întregime și directorul său a fugit. Lupin este astfel șomer, mai rău, în aceeași zi este anunțată logodna lui  Daisy Mutlar cu Murray Posh. Singura consolare a lui Lupin, îi spune el tatălui său, este că l-a forțat pe Posh să investească 600 de lire sterline în Parachikka Chlorates. Cu toatea acestea, în ochii lui Pooter, situația este răscumpărată când domnul Perkupp îi oferă lui Lupin stagiatura.
Luna Aprilie începe cu alt dezastru social. Membrii Pooter primesc o invitație la un bal oferit de Brigada Rifle din  East Acton, ceea ce ei își imaginează că va fi o ocazie strălucitoare. Se dovedește a fi sărăcăcioasă și mizeră; ba mai mult, dupa ce și-a aprovizionat oaspeții–printre care și domnul Paidge, cu mâncare și băutură despre care el crede că este gratuită, Pooter primește la final o factură uriașă pe care abia poate să o plătească. Alte evenimente sociale iau o întorsătură nu prea fericită: o petrecere de prânz cu domnul Finsworth, tatăl unui vechi prieten, este afectată de unele comentarii nefericite ale lui Pooter despre portretele familiei sale. Cu altă ocazie, ei întâlnesc un puternic și încăpățânat american, Domnul  Hardfur  Huttle, Pooter realizând  că acesta este ca  o variantă matură a lui  Lupin.
Lupin este concediat de la Perkupps,pentru că l-a convins pe clientul lor de vârf, Domnul Crowbillion, să își mute afacerea la o altă firmă. Pooter este umilit, dar noua firmă îl recompensează cu un comision de 25 de lire sterline și un job cu 200 de lire sterline pe an. Lupin reia prietenia cu domnul Murray Posh și Daisy, care este acum domnișoara Posh. Lupin se mută în Bayswater, unde Pooter și Carrie sunt invitați să cineze și unde o cunosc pe sora lui Murray, cunoscută ca "Fata Lillie ", o femeie în jurul vârstei de 30 de ani. Pooter descoperă că Murray Posh a stabilit suma de 100. 000 atât pe Daisy, cât și pe "Fata Lillie".
Pooter este chemat  să îl cunoască pe  Hardfur  Huttle, care îi oferă lui Perkupps un nou client, să-l înlocuiască pe Domnul Crowbillion. Perkupp îi este atât de recunoscător lui Pooter  pentru prezentare, încât cumpără proprietatea "The Laurels" și îi prezintă actele lui Pooter.În timp ce cuplul sărbătorește, o scrisoare ajunge de la Lupin, anunțând logodna cu  "Fata Lillie": „Ne vom căsători în August,  și printre invitații noștri sperăm să ii revedem pe vechii tăi prieteni, Gowing și Cummings.”

## Istoricul publicării și recepției
Jurnalul și-a făcut apariția ca un serial intermitent într-o apariție săptămânală a satiricei reviste Punch   Primele 26 de "tranșe" au fost anunțate în numărul din 26 Mai, 1888 cu  o scurtă notă editorială: „Întrucât oricine publică Reminiscențe, Jurnale, Note, Autobiografii și Amintiri, suntem sincer recunoscători unui „Nimeni" pentru permisiunea de a aduce completări la colecția istorică”. Datele la care începe Jurnalul sunt de fapt cu câteva săptămâni în urmă față de datele care apar în Punch. Serializarea Punch a luat sfârșit în Mai 1889, cu datarea initială a  Jurnalului  pentru 21 Martie,  care îi înregistrează pe Pooters  și prietenii lor sărbătorind triumful minor al numirii în funcție a lui Lupin la Perkupps. . Acesta a fost sfârșitul dorit al Jurnalului; cu toate acestea, când scriitorii pregăteau  manuscrisul  pentru publicarea cărții, ei au adăugat încă patru luni de consemnări în text , și au inclus 26 de ilustrații  ale lui Weedon Grossmith.
În iunie 1882, J.W. Arrowsmith  Ltd a publicat  Jurnalul într-o formă de carte , deși succesul său critic și faimos nu a fost evident  până la cea de-a treia apariție  în Octombrie  1910. 
După Primul Război Mondial, populariatea cărții  a continuat să crească; regularitatea  retipăririlor  și noile ediții au asigurat ulterior faptul că această carte nu a fost niciodată scoasă din tipar. Versiunile audio ale cărții  au fost  disponibile  din 1982. Scriitorul Robert  McCrum, într-o listă personală  "A celor mai bune 100 de romane din toate timpurile",  publicată în ziarul The Observer, a listat Jurnalul la numărul 35..

### Indiferența timpurie
Nu este atât de amuzantă încât o întrerupere ocazională  ar fi primită cu dispreț, iar asemenea fir al povestirii precum cel de față poate fi priceput  și urmărit fără prea multă greutate, mai degrabă este dificil să te intereseze cu adevărat cuvintele și faptele fie ale familiei Pooter, fie cele ale prietenilor lor.

Serializarea Punch a atras puține comentarii literare.  Criticul literar de la The Athenaeum a considerat că "seriile  poate au scăpat  neobservate printre glume mai bune.” . Când Jurnalul a fost publicat ca o carte, Punch a anunțat-o  în numărul său din 23 Iunie  1892 ca fiind "foarte amuzantă", adăugând : "nu fără o atingere de patos" . Cu toate acestea, departe  de o recenzie călduroasă  în The Saturday Review, primirea critică inițială a cărții a fost lipsită de entuziasm. Criticul de la Review a considerat  cartea " admirabilă , și în unele sale aspecte  se apropie de geniu” , cu niște calități irezistibile: "Jurnalul ne-a amuzat din scoarță în scoarță.” Acest lucru a contrastat cu  critica negativă a celor de la "'The Athenaeum'", care au fost de părere că : "această carte nu are nici un merit ce poate compensa pentru vulgaritatea ei fără speranță,  nici măcar aceea de a fi amuzantă.” A pus sub semnul întrebării "bunul gust” al glumelor care vizează  aproape exclusiv sărăcia grefierilor din oraș  și a concluzionat : "În plus, este întru totul plictisitoare. " .  Criticul de la "The Speaker” a considerat  cartea un "studiu de vulgaritate",  în timp ce New York Times, revizuind  prima  revistă americană, a găsit lucrarea ca fiind într-o mare măsură de neînțeles : "Aici găsim acest gen liniștit , banal ,  de zi cu zi mod de a glumi, despre care trebuie să presupunem că este foarte satisfăcător pentru verii noștri "de peste ape"...Modul nostru de a  produce distracție este diferit.” Deși detaliile despre vânzări nu sunt date , Arrowsmiths a recunoscut că edițiile timpurii ale cărții  nu au avut un impact larg asupra publicului.”

### Reputație în creștere
Până în anul 1910, Jurnalul deja începea să își câștige un renume în cadrul diferitelor cercuri politice și literare ale Londrei. În eseul său, “On people in books”, publicat mai devreme în acel an, scriitorul și umoristul Hilarie Belloc a lăudat Jurnalul, spunând despre acesta că este “una dintre puținele realizări nemuritoare ale timpurilor noastre...o mândrie pentru noi toți”. Printre alte persoane care și-au făcut cunoscută aprecierea față de lucrarea dată se numără și Lord Rosebery, fostul prim-ministru, care le-a spus celor de la Arrowsmith că a crezut că a “achiziționat și oferit mai multe copii decât orice om...Consider că orice dormitor pe care îl ocup este nemobilat fără o copie a Jurnalului”. Un alt eseist-politician care și-a adus tributul la această lucrare a fost Augustine Birrell, care în 1910 a ocupat funcția de secretar șef pentru Irlanda. Acesta a menționat că l-a clasat pe Charles Pooter la același nivel cu Don Quixote, ca fiind o figură literară comică, de asemenea fiind mândru că unul dintre personajele cărții, “o servitoare analfabetă, este adevărat”, i-a purtat numele. Cei de la Arrowsmith au tipărit mai apoi aceste aprecieri, folosindu-le ca prefețe în numerele din 1910 și cele ce au urmat. Ediția din 1910 a devenit imediat cunoscută în rândul publicului cititor, fiind urmată de numeroase retipăriri..În recenzia acestei ediții, criticul revistei “The Bookman” spunea despre Charles Pooter următoarele: “Râzi de el, de micile sale absurdități, de belelele sale comice, de mofturile lui bine intenționate; dar totuși te captivează și îți câștigă afecțiunea și chiar admirația, este cât se poate de onest, ridicol de uman și de încântător”.
În recenzia celei de-a patra ediție a cărții, publicată în 1919, cei din cadrul revistei "The Bookman" au remarcat că acum cartea era “un favorit” al publicului.  “A avut mulți imitatori...dar niciunul dintre ei nu a egalat originalul, cu toții au dispărut treptat”. Recenzorul a recomandat “ comicul ciudat, satira ei jucăușă, totodată și ironia ei încântător de liniștitoare." În Canada, primirea pozitivă a revistei Queen’s Quarterly' cu privire la această carte a contrastat cu cea a New York Times, apărută cu aproape 30 de ani în urmă. Aceasta laudă modestul, dar totodată și îndrăgitul autoportret al lui Pooter, adăugând că: “Abia la a doua sau a treia lectură- și ești obligat să o recitești- arta desăvârșită a acestei cărți inofensive devine evidentă.”  Criticul literar D.B. Wyndham Lewis i-a catalogat pe membrii Pooter ca fiind “niște neghiobi calzi, vioi, animați, inutili, incompleți, incredibil de însuflețiți, dar totodată și afectuoși”.

### Aprecieri

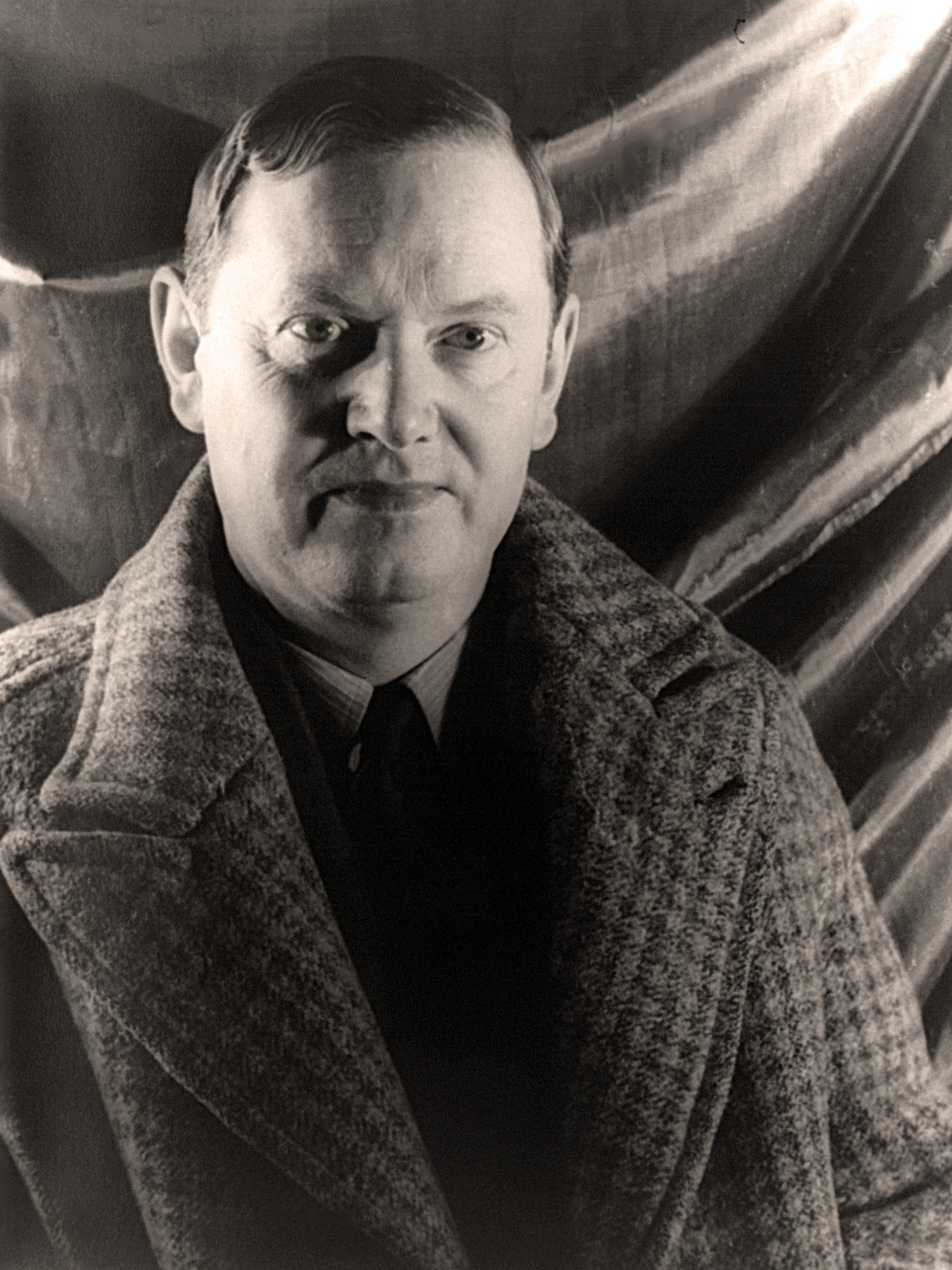
Evelyn Waugh a lăudat "Jurnalul unui Nimeni", ca fiind "cea mai amuzantă carte din lume"

Romancierul Evelyn Waugh a fost familiarizat cu Jurnalul  încă din copilărie, fiind favoritul părinților lui; Arthur Waugh obișnuia să citească familiei sale pasaje din Jurnal cu voce tare. Selena Hastings, biografa lui Evelyn, a atras atenția în mod deosebit cu privire la  elementele specifice membrilor Pooter, întâlnite în gospodăria Waugh. Evelyn Waugh, deși inițial a  disprețuit cartea, mai târziu a început s-o admire, ajungând chiar să scrie în eseul său din 1930, O Cale spre Imortalitate, că a fost cea mai amuzantă carte din lume. El a adăugat: "Nimeni nu vrea să citească reflecțiile altor oameni despre viață, religie și politică, ci despre  rutina lor pe timpul zilei, notată corespunzător, care este  întotdeauna interesantă, și va deveni și mai și, odată cu trecerea anilor.”  Morton consideră că multe dintre personajele principale din primele romane ale lui Waugh, deși din punct de vedere social se aflau la distanță de familia Pooter, împărtășesc nedumerirea lui Charles și Carrie în legătură cu problemele schimbării lumii . În romanul său, Brideshead Revisited, din 1945, Waugh a avut-o pe Lady Marchmain prezentă pentru a-i reconforta familia cu lecturile din Jurnal "cu vocea ei frumoasă și cu umorul ei de exprimare". Morton sugerează că una dintre atracțiile lui Waugh cu privire la această lucrare a fost identificarea sa personală cu Lupin și modul în care fiul dezaprobat (cum se vedea și Waugh) reușește în mod repetat să transforme circumstanțele negative într-un avantaj.
În vremea în care Waugh își descoperea afecțiunea pentru Jurnal, un alt scriitor, J.B. Priestley, l-a lăudat, considerându-l un exemplar al umorului englezesc; Priestley a afirmat că Jerome K. Jerome nu a scris niciodată ceva mai bun: "Săracul domn Pooter, cu simplitatea, timiditatea, bunătatea lui sufletească, nu este doar un glumeț, ci și un om inocent, un nebun adorabil și îndrăgit." Într-un eseu din 1943, George Orwell a considerat cartea o "povestire detaliată" a vieții englezești din 1880. Descriindu-l pe Pooter, el a reînviat analogia cu Don Quixote, dar a văzut acest echivalent englezesc ca pe o versiune sentimentală a originalului, a unuia care "suferă în mod constant de pe urma dezastrelor aduse de el însuși din cauza propriei nebunii". În anii de după al Doilea Război Mondial, stocul cărții a rămas ridicat; Osbert Lancaster a considerat-o "o mare operă de artă", iar același entuziasm l-a transmis o nouă generație de scriitori și istorici sociali. Scriind în 1970, Gillian Tindall a considerat Jurnalul "cel mai bun roman comic" și l-a lăudat pe Pooter ca fiind "umbra care prezidează" în epoca sa. Acest titlu a fost folosit și în generația următoare de către A. N. Wilson, care a scris în studiul său despre epoca Victoriană: "Cine poate spune că Oscar Wilde și Audrey Beardsley sunt persoane mai tipice anilor 1890, iar micii burghezi Charles și Carrie Pooter nu?"  Wilson a observat cum familia Pooter a devenit cunoscută ca fiind "arbitri de gusturi rafinate", iar la sfârșitul secolului XX, clasele de mijloc au încercat să achiziționeze lucruri autentice Victoriene și să le păstreze în casele lor de epocă atent proiectate.” Un articol din 2008 din "Spectatoul” a observat modul în care unele case, precum "The Laurels", habitatele modeste ale funcționarilor orașului din anii 1890, au devenit până în secolul XXI foarte dorite, fiind estimate la peste un milion de dolari, în ceea ce se numește "teren bancar".

## Influența literară și culturală
"Cockney anglers, cockney shooters,

 Murray Poshes, Lupin Pooters

 Long in Kensal Green and Highgate silent under soot and stone" 
În studiul său, "Gulere albe, vieți gri" (1999), Peter Bailey dă de urmele interesului pentru literatură al claselor mijlocii: "apariția neașteptată a unei specii noi de burghezi și funcționari", care a înfruntat scriitorii din epoca victoriană în ultimul trimestru al secolului XIX.Jurnalul lui Grossmith a fost o satiră tipică timpului său; el a cercetat viața micilor burghezi Pooter și le-a batjocorit pretențiile și îngrijorările meschine. Tony Joseph numea Jurnalul "o analiză a nesiguranței sociale". Chiar dacă unii scriitori proveneau din medii de rang inferior, ei își ascundeau adesea originile prin dispreț: "a spune lucruri urâte despre cei din clasele mijlocii", spune Bailey, "a fost mult timp sportul lor sângeros". Cu toate acestea, după un sfert de secol de la publicarea Jurnalului unui Nimeni, s-a văzut o tendință de a amesteca batjocura cu simpatia, chiar și cu îngăduința. În lucrările unor scriitori precum George Gissing, H. G. Wells, Arnold Bennett și E. M. Forster, au apărut personaje care, în ciuda aspectelor tipice membrilor Pooter, aspecte recunoscute ale vieții lor, nu au fost în niciun caz complet absurde. Bennett și Wells puteau să-și bată joc de personaje precum "Denry Machin", "domnul Polly" sau "domnul Lewisham", și, în același timp, să le sărbătorească curajul, energia și determinarea de a căuta lucruri mai bune. În astfel de cazuri, scrie Bailey, "disprețul s-ar putea schimba în admirație și autoidentificare, ca "Omul Mic” … care s-a transpus în "Fiecare Om”, un model de rezistență în vremuri de criză."
Pe durata secolului trecut, jurnalul fictiv s-a dezvoltat ca o modalitate acceptată de exprimare comică; originalul a fost, spune Morton, "un teren fertil din care au răsărit multe semințe". Un exemplu concret este romanul Anitei Loos din 1925:Gentlemen Prefer Blondes: The Illuminating Diary of a Professional Lady,  în care protagonista, Lorelei Lee, înregistrează aventura ei de a flirta cu bărbații, scrisă în proză, care "urmărește felul în care se desfășoară discursul colocvial" și sugerează inocența sau ignoranța; cu toate acestea, criticul Elyse Graham observă "burlescul, în detalii excesive, limbajul comun al burgheziei mici Americane".  Genul jurnalului a devenit popular la sfârșitul secolului XX. În 1978-1981, Christopher Matthew a produs trei volume de jurnal, înregistrând viața de zi cu  zi a lui "Simon Crisp", așa-zisul burlac despre care știa tot orașul. Titlul celui dintâi ,Jurnalul Cuiva, e o trimitere directă la originalul lui Grossmith. Revizuind acest volum în Spectatorul, Benny Green atrage atenția asupra mai multor puncte asemănătoare cu originalul, atât în caracter, cât și în manifestare. Cartea lui Matthew, spune Green, este amuzantă, dar cartea lui Grossmith este superioară; ea "este înduioșătoare, dar și comică, într-un mod în care pastișa lui Matthew nu este". În 1982, și-a făcut apariția prima creație adolescentină a lui Sue Townsend, Adrian Mole, a cărui trecere spre maturitate și vârstă mijlocie este prezentată într-o serie lungă de jurnale. Cu cât devine mai de vârstă mijlocie, spune Morton, cu atât seamănă mai mult cu Pooter.
Jurnalul Doamnei Pooter al lui Keith Waterhouse, din 1983, este o adaptare a originalului lui  Grossmith, care schimbă vocea narativă înspre Carrie Pooter. În 1996, Helen Fielding a folosit formatul de  jurnal imaginar pentru "Jurnalul lui Bridget Jones", în care a menționat lucrurile zilnice din viața unei femei singure. Criticul de la The New York Times a scris că "surprinde perfect modul în care femeile moderne oscilează între independența 'Eu sunt o femeie' și fetițe patetice care își doresc să fie totul pentru toți bărbații."  Jurnalul a început ca un articol săptămânal în The Independent. În anii '90, revista satirică Private Eye  l-a criticat în mod satiric pe prim-ministrul britanic, John Major, în "The Secret Diary of John Major aged 473⁄4", o versiune hibrid a jurnalelor lui Adrian Mole cu Jurnalul unui Nimeni, care a batjocorit originile lui Major,care provenea din burghezia mică.
Istoricul social James Hammerton definește "Pooterismul" ca "o slăbiciune dependentă și pretenție exagerată a celor cu "Gulere Albe", construită la locul de muncă, dar exprimată și acasă la fel de puternic." Jon Wilde de la "The Guardian" observă această caracteristică într-o serie de creații de comedie TV birtanice de la sfârșitul  secolului XX, începutul secolului XXI: Căpitanul Mainwaring, Victor Meldrew și Mark Corrigan din "Peep’s Show" sunt toate exemple de personaje "a căror viziune limitată despre ei înșiși este pentru totdeauna în contrast puternic cu modul în care sunt percepuți de lume". Charles Pooter, spune Hammerton, a fost o metaforă pentru pretenția, îngâmfarea și vanitatea celor din burghezia mică, înființată pentru bătaie de joc de către "elită". Cu toate acestea, până la mijlocul secolului XX, schimbările în legătură cu percepția rolurilor masculine în societatea burgheziei mici a împiedicat prin mijloace drastice bătaia de joc, datorită faptului că bărbații acceptau mai ușor domesticitatea.” Hammerton remarcă faptul că familia Grossmith "ar aprecia ironia de a vedea în caracteristicile existenței burgheziei mici, pe care au batjocorit-o fără milă, devenind cel mai universal model în familiile secolului XX". Bailey observă cum John Betjeman a prezentat familia Pooter: "nu ca obiecte de ridiculizat, ci de invidiat, confortabile și sigure în refugiul lor suburban".

## Adaptări
În septembrie 1954, o versiune pe scenă a Jurnalului, de Basil Dean și Richard Blake, a fost prezentată la Teatrul de Arte din Londra, cu George Benson și Dulcie Gray în rolurile membrilor  Pooter și Leslie Phillips în rolul lui Lupin. Anthony Hartley, scriind în "Spectatorul”, a numit această producție ca fiind "așa și așa", cu spectacole compătimitoare ale protagoniștilor: "E o condiție prealabilă a acestui tip de spectacol, încât oricine este preocupat de ea, ar trebui să aibă o inimă de aur: doar în cazul angajatului familiei Pooter, domnul Perkupp, auzim de fapt zgomotul metalului."
În 1986, Waterhouse și-a prezentat o adaptare a textului "Doamnei Pooter" la Teatrul Garrick, cu Judi Dench și Michael Williams. Această versiune a fost readusă la viață în 1993 la Teatrul Greenwich, într-o producție de Matthew Francis. Clive Swift și Patricia Routledge i-au jucat pe Charles și Carrie, despre care Paul Taylor, în The Independent, spunea că e "în mod esențial o piesă pentru doi actori...în care toți ceilalți oameni (inclusiv Lupin Pooter, fiul arogant și îngrijorător) sunt ori personaje imaginare, ori întruchipați de familia Pooter." 
În Martie 2011, Jurnalul a fost subiectul unei producții mai puțin ortodoxe la Teatrul Royal & Derngate, Northampton. Adaptat de Hugh Osborne exclusiv cu personaje masculine conduse de Robert Daws,  aceasta presupune că familia Pooter a aranjat ca personajele din jurnalele sale să fie jucate de actori amatori. Lyn Gardner, în The Guardian considera că e "un spectacol de un anumit farmec - deși unul care, la fel ca Pooter însuși, nu prea are acreditările pentru a fi atât de mulțumit de el însuși." 
În 2014, o producție a Jurnalului a fost pusă în scenă de către Rough Haired Pointer la  Teatrul White Bear  și mai târziu transferată la Teatrul King's Head. Această producție a fost relansată la King's Head în 2017; Revista Time Out spunea că: "Surprinde subtextul ascuțit al originalului, spiritul frivol și ironia puternică, fiind de asemenea, foarte, foarte ridicolă". 
Prima adaptare ecranizată a fost filmul scurt al lui Ken Russell pentru filmele BBC în 1964. Filmul lui Russell era mut, în stilul filmelor lui Buster Keaton și Charlie Chaplin, cu textul narat pe fundal. BBC a proiectat două adaptări ulterioare: în 1979 o versiune dramatizată de Basil Boothroyd și în 2007 o dramatizare în 4 părți de Andrew Davies, direcționată de Susanna White și apărută pentru prima dată pe BBC Four, ca parte a sezonului Edwardian al programului.  Criticul revistei The Guardian a scris despre aceasta din urmă că Hugh Bonneville a fost "imaculat, la fel ca ignorantul Potter".
BBC Radio 4 a difuzat mai multe dramatizări ale Jurnalului. Într-o adaptare din 2004, Kelvin Segger îi include pe Stephen Tompkinson și Annette Badland, iar într-o adaptare din 2012, Andrew Lynch îi include pe Johnny Vegas și Katherine Parkinson. În Mai 1990, BBC World Service difuzează o versiune radio a adaptării lui Keith Waterhouse din 1986, cu protagoniștii Judi Dench și Michael Williams; această producție a fost apoi redifuzată, în 24 Decembrie 1991 pe BBC Radio 4.